# Габор Іван Михайлович
Іван Михайлович Габор (1 січня 1945, Вільхівці — 11 травня 2017, Тячів) — народний депутат України 1-го скликання.

## Біографія
Народився 1 січня 1945 р. в селі Вільхівці, Тячівського району Закарпатської області, в сім'ї селян. Закінчив Львівський сільськогосподарський інститут та Вищу партійну школу при ЦК Компартії України. Кандидат філософських наук.
Перший секретар Рахівського РК КПУ. Голова Тячівської районної Ради Закарпатської області.
З 1992 р. — заступник Представника Президента у Тячівському районі. Пізніше — начальник обласного управління соціального забезпечення.
Начальник відділу, Дубівська райдержадміністрація.
В останні роки життя мешкав у селі Вільхівці на Тячівщині.
Помер 11 травня 2017 року в Тячеві.

## Політична діяльність
Член КПРС.
4 березня 1990 р. обраний народним депутатом України, набравши у 1-му турі 51,39 % голосів, 3 претенденти (Закарпатська обл., Рахівський виборчий округ № 174)
Член Комісії ВР України у справах ветеранів, пенсіонерів, інвалідів, репресованих, малозабезпечених і воїнів-інтернаціоналістів.
Кандидат у народні депутати України Верховної Ради XIII скликання, висунутий трудовим колективом, 1-й тур — 8,92 % 3-тє місце з 16 претендентів.